# アラン・ラスブリッジャー
アラン・チャールズ・ラスブリッジャー （英語: Alan Charles Rusbridger、1953年12月29日 - ）は、イギリスのジャーナリストである。約20年間にわたって『ガーディアン』の編集長を務めており、2015年夏退任が予定されている。
2010年11月のアメリカ外交公電ウィキリークス流出事件や、中央情報局（CIA）元職員エドワード・スノーデンの内部告発にもとづいた、2013年6月のアメリカ合衆国国家安全保障局やイギリス政府通信本部による通信傍受に関する報道など、スクープを連発した同紙の名物編集長として知られる。
2014年、スノーデンとともにライト・ライブリフッド賞を受賞した。2020年、Facebook監督委員会の委員に選任される。